# Bucketlist
Een bucketlist (letterlijk: emmerlijst) of loodjeslijst is een lijst met dingen die iemand nog gedaan wil hebben voordat hij sterft. Het woord komt misschien van kick the bucket, wat overeenkomt met de pijp uitgaan of het loodje leggen. Terminaal zieke mensen stellen soms nog een bucketlist op. Ook mensen die gezond zijn en variatie in hun leven willen hebben (om bijvoorbeeld uit de dagelijkse sleur te raken) stellen een bucketlist op. De naam is vooral bekend geworden door de in 2007 uitgekomen film The Bucket List.
Het opstellen en eventueel publiceren van de lijst helpt bij het realiseren van de gestelde doelen. Bij het opstellen kan bijvoorbeeld uitgegaan worden van de levensverwachting, van wat men als kind altijd al wilde doen of nagaan waarvan men het meeste spijt zou hebben als het tijdens het leven niet gedaan zou worden.
Tegenwoordig zijn er diverse websites en boeken uitgebracht om mensen te inspireren.

## Trivia
- In de Belgische serie De Biker Boys is een aflevering met de naam The Bucket List.
- De Vlaamse schrijfster Elise de Rijck heeft Het Bucketlistboek uitgebracht waarin 500 bucketlistideeën worden opgedaan om mensen te inspireren en hun bucketlist aan te vullen. Aanvullend heeft ze nog diverse boeken in deze reeks uitgebracht.
- In de non-fictionfilm The Power of the Heart wordt de bucketlist voorgelezen van de op jonge leeftijd doodgereden Kristina Chesterman. Naar aanleiding hiervan hebben wereldwijd een aantal mensen zich ingezet om deze bucketlist postuum alsnog af te werken.